# Hans Rustad (militär)
Hans Rustad, född den 11 april 1759 på gården Rustad vid Kongsvinger, död den 16 maj 1832 i Köpenhamn, var en dansk-norsk militär.
Rustad tog 1780 officersexamen vid artilleriskolan i Köpenhamn, blev 1795 stabskapten och reste 1798 utomlands, först till Preussen, där han vann guldmedalj för ett utkast till ett monument över Fredrik den store, därifrån till Paris, där han trädde i förbindelse med general Bonaparte, som han 
1800 följde på tåget över Alperna. Efter slaget vid Marengo anställdes han vid Macdonalds stab, och efter freden i Lunéville blev han fransk brigadchef. Under Danmark-Norges krig 1813–1814 inträdde han i danska hären, där han 1814 blev överste.